# Crucial (New Edition)
Crucial è un singolo del gruppo musicale statunitense New Edition, pubblicato il 31 gennaio 1989 come quarto estratto dal loro quinto album in studio, Heart Break.

## Descrizione
Il singolo ha raggiunto la quarta posizione nella classifica R&B, ma non riuscì ad entrare in quella generale.
Il brano Crucial figura anche nella colonna sonora del film License to Drive.

## Tracce
1) Crucial - (12" Dance Remix) – 8:00
2) Crucial - (12" Dub) – 5:10
3) Crucial - (Acapella) – 4:30